# Castlevania III: Dracula's Curse
Castlevania III: Dracula's Curse (Japans:悪魔城伝説; Akumajou Densetsu) is een computerspel ontwikkeld en uitgegeven door Konami. Het spel werd in 1989 uitgebracht voor het platform Nintendo Entertainment System. In 2008 werd het spel uitgegeven voor de Virtual Console. Dit computerspel is het derde deel van de Castlevania-franchise, die zich 100 jaar afspeelt voor Castlevania 1. In tegenstelling tot de vorige versie kan de speler wachtwoorden gebruiken om de spelstand op te slaan. De hoofdrolspeler in het spel is Trevor Belmont. 

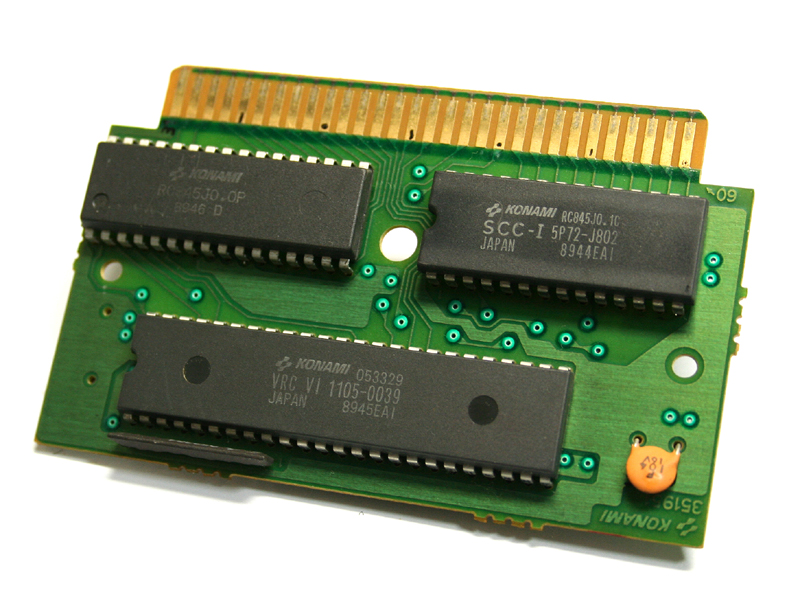
Konami VRC VI-chip voor RC in de spelcartridge RC845 ("Akumajou Densetsu")

## Partners
Het spel is non-lineair. Het verloop is afhankelijk van welke partner er is gekozen. Deze partner is te verkrijgen na het verslaan van een eindbaas. In het spel kan maximaal één partner worden gekozen. 
Gedurende het spel kan er gekozen worden uit:
- Grant DaNasty (Dynasty)
- Syfa (Sypha) Belnades
- Alucard Tepes

## Platforms
| Jaar | Platform            |
| ---- | ------------------- |
| 1989 | NES                 |
| 2009 | Wii Virtual Console |

## Ontvangst
| Beoordeeld door       | Platform            | Datum            | Score |
| --------------------- | ------------------- | ---------------- | ----- |
| The Video Game Critic | NES                 | 6 december 2004  | 100%  |
| VideoGame             | NES                 | april 1991       | 100%  |
| Jeuxvideo.com         | NES                 | 1 april 2011     | 95%   |
| NES Times             | NES                 | 11 november 2006 | 90%   |
| IGN                   | Wii Virtual Console | 12 januari 2009  | 90%   |
| Nintendo Life         | Wii Virtual Console | 1 november 2008  | 90%   |
| Thunderbolt Games     | Wii Virtual Console | 12 juli 2010     | 90%   |
| Random Access         | NES                 | 2005             | 89%   |
| Mag'64                | Wii Virtual Console | 31 augustus 2009 | 85%   |
| Eurogamer.net (UK)    | Wii Virtual Console | 17 november 2008 | 80%   |